# Đức Sơn

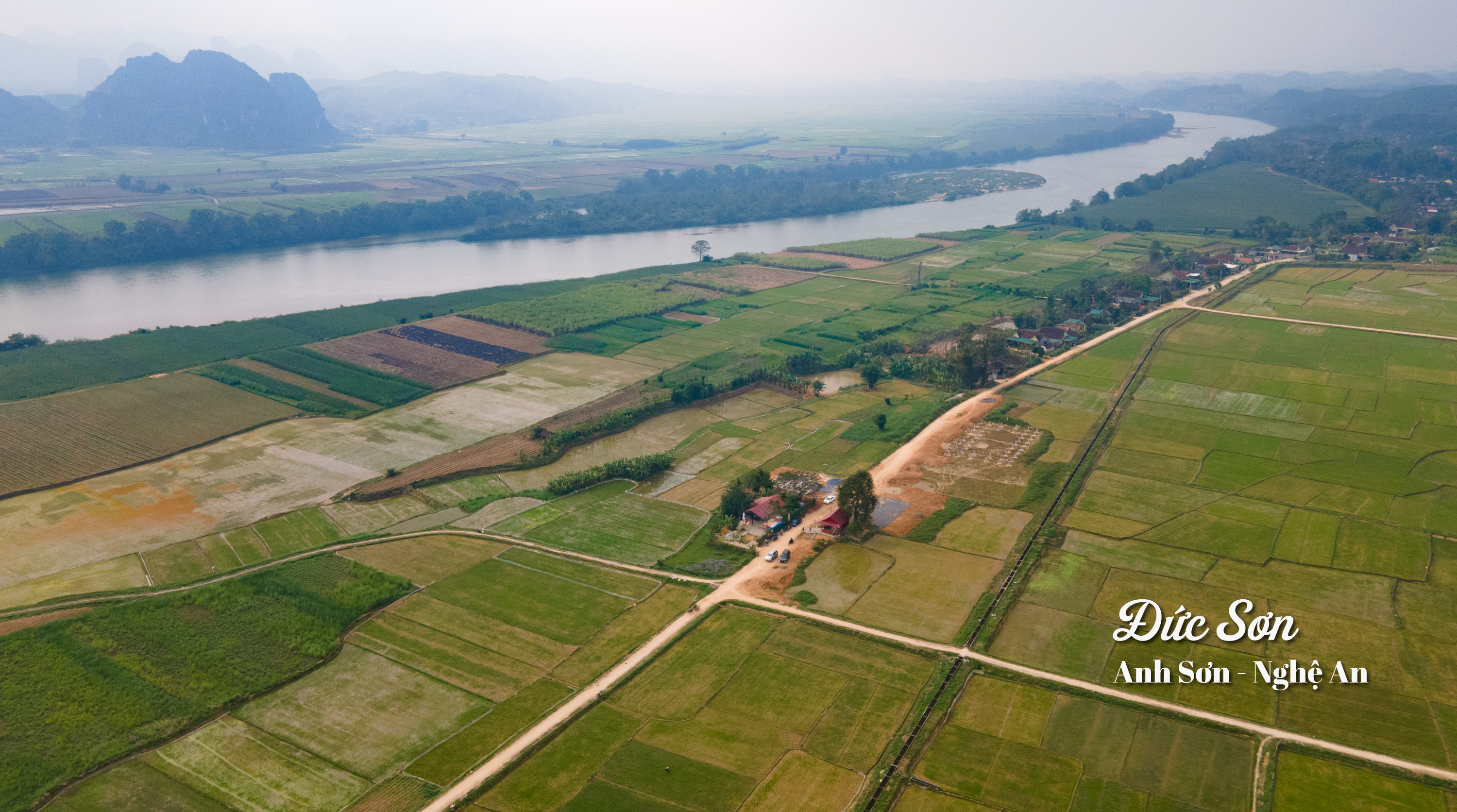
Điện nhà mẹ đức sơn anh sơn nghệ an

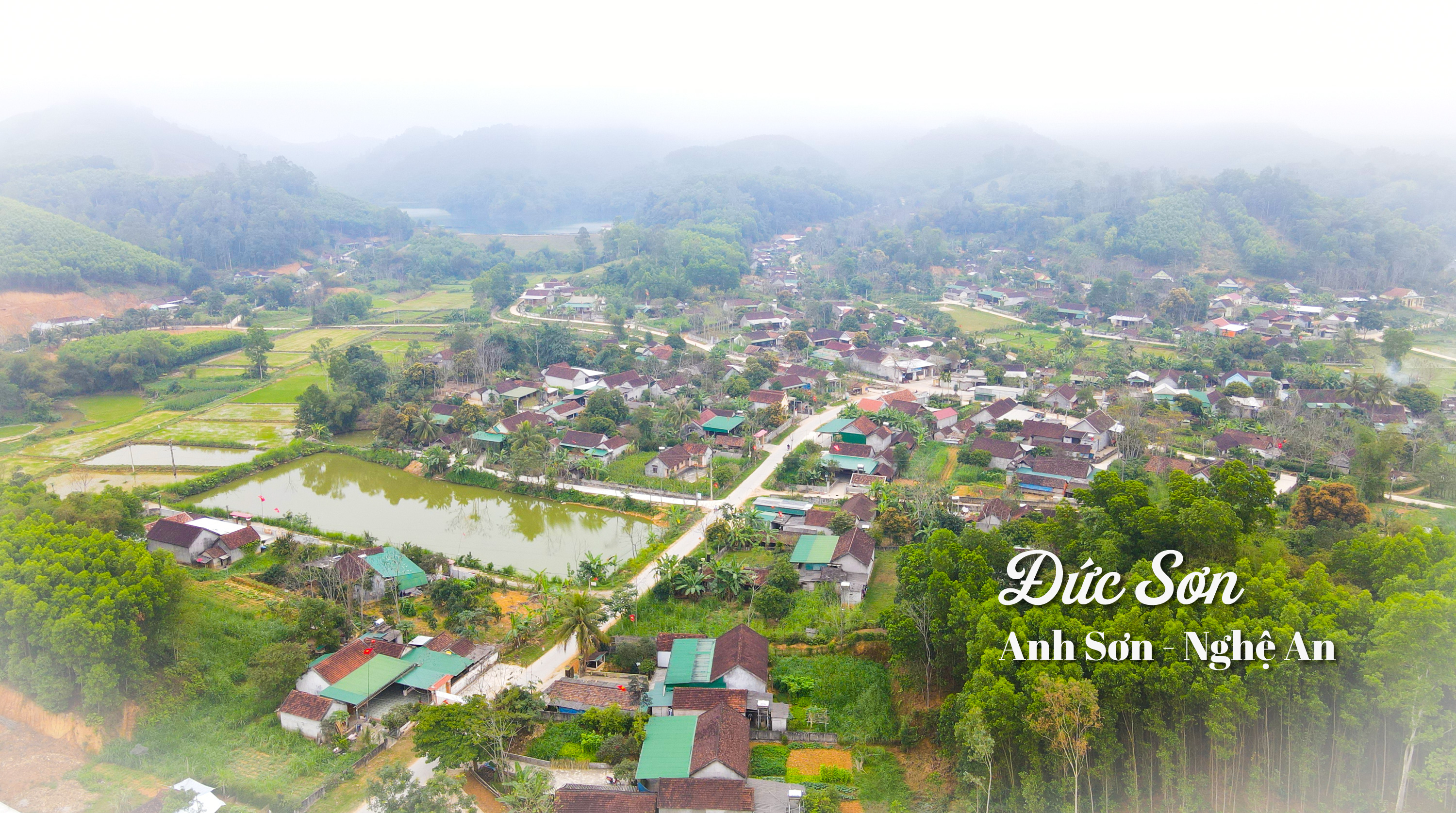
Đức sơn anh sơn - nghệ an

Đức Sơn là một xã thuộc huyện Anh Sơn, tỉnh Nghệ An, Việt Nam.
Xã Đức Sơn có diện tích 40,04 km², dân số năm 1999 là 8.506 người, mật độ dân số đạt 212 người/km².

## Tham Km
Xã đức sơn trước đây có 4 họ sinh sống. Đó là Họ Phan, Họ Lê, Họ Hà, Họ Nguyễn. Có Đình 4 họ nay làm nơi họp chợ. Họ Hà có cụ Hà Ngọc Huệ làm quan trong triều đình, được phong hiệu Đệ nhất - Gia Nhị cấp, qua các đời vua Gia Long 1817-1820, Minh Mệnh 1821-1840, vua Thiệu Trị 1840-1847, khi cụ chết nhà vua cho lính về cùng với dân làng Động Lù dựng đền thờ và cắt đất làm ruộng để tế lễ. Nay con cháu Họ Hà đang thờ cúng tại từ đường Chi 4 Hà tộc. Thuộc Thôn 16.